# Polypoetes fuliginosa
Polypoetes fuliginosa är en fjärilsart som beskrevs av Paul Dognin 1904. Polypoetes fuliginosa ingår i släktet Polypoetes och familjen tandspinnare. Inga underarter finns listade i Catalogue of Life.